# Палац Райю
Палац Райю (порт. Palácio do Raio) — резиденція часів бароко в муніципалітеті Брага, парафія Сау Жосе де Сау Лазару. Взірець пізнього бароко, раннього стилю рококо португальського архітектора Андре Суареша. 

## Історія
Будівництво цього багато оздобленого палацу замовив Жоау Дуарте де Фарія, лицар Ордена Христа, який був багатим купцем. 
Будівництво доручене Андре Суарешу в 1754–1755 роках, архітектору, який вже був відомий у регіоні Брага своїми художніми та інженерними проектами.   Для його робіт характерний монументальний характер форм, а також використання природних елементів у декоративних скульптурах, які пронизують дизайн, включаючи мушлі, вінки та гірлянди.   У контексті португальського мистецтва Андре Соареш був частиною кінця періоду бароко та початку рококо; його архітектура використовувала структуру бароко, але декоративний стиль рококо.  
У 1760 році сходи було пофарбовано. 
Через століття резиденцію придбав Мігель Жозе Райю, тодішній віконт Сау Лазару (у 1867 р) і з часом стала називатися Палацом Райю.  

## Архітектура
Будівля розташована в Бразі, поруч з лікарнею Сау Маркуш та павільйоном, що приховує фонтан Ідола. 
Це  суцільна двоповерхова будівля у стилі бароко, побудована під час правління короля Жуана V.  Дах увінчаний верандою з балясинами, оздобленими рослинними пінаклями. 
Над головним порталом знаходиться розкішний балкон, облямований двома декоративними скульптурами.  Лінтел над цим балконом монолітний. Його карниз увінчаний балюстрадою, що складається з шести палаючих скульптур.  
Головний поверх прикрашений каркасами з різьбленого граніту та балконом з кованого заліза. Крім головного входу, є два бічні дверні прорізи (усі пофарбовані синім кольором).  Фасад покритий плиткою азулєжу (в 19 столітті).   
Ця резиденція вважається однією з найважливіших робіт Андре Суареша.  

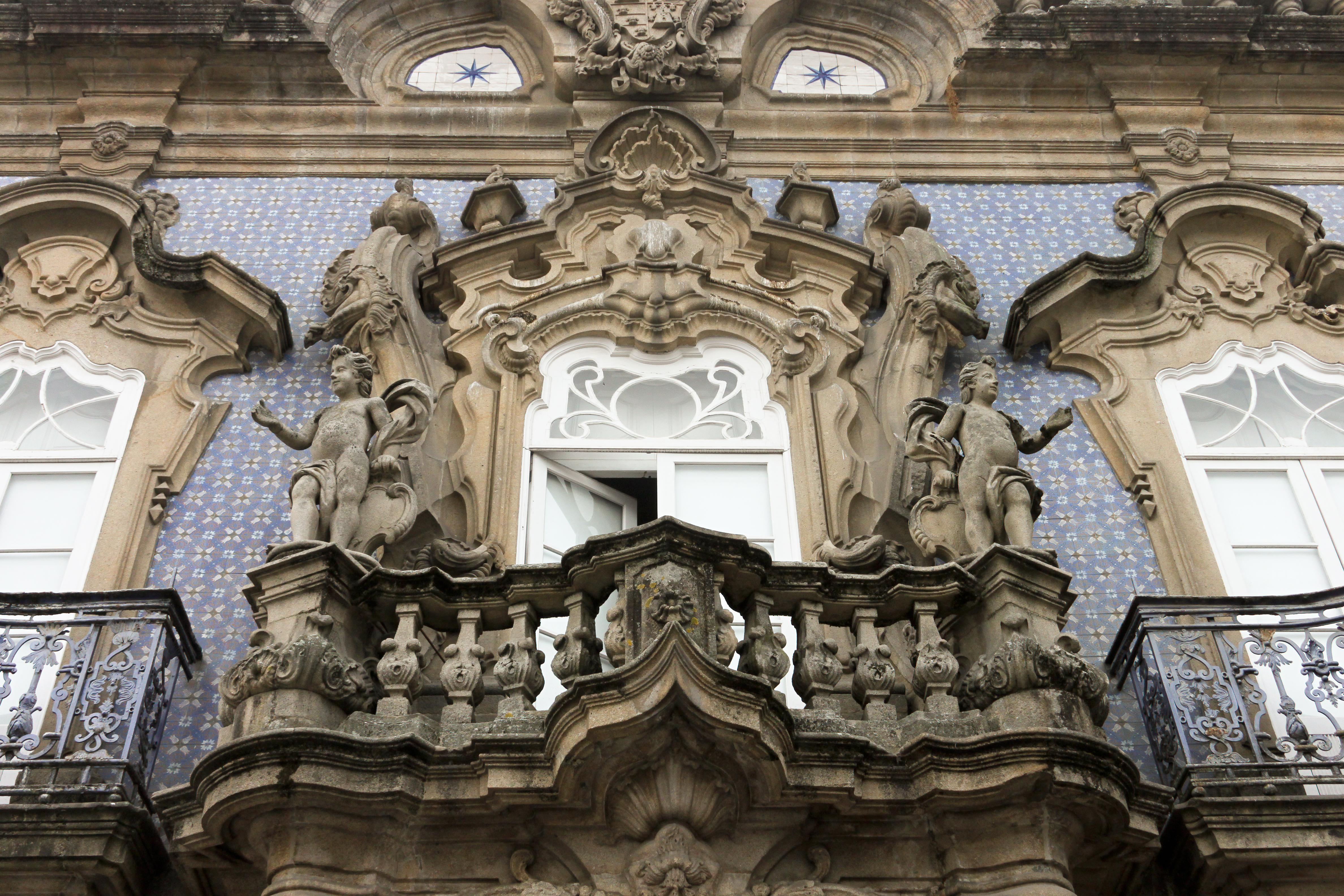
Балкон другого поверху з оздобленою перемичкою, а також бічні скульптури
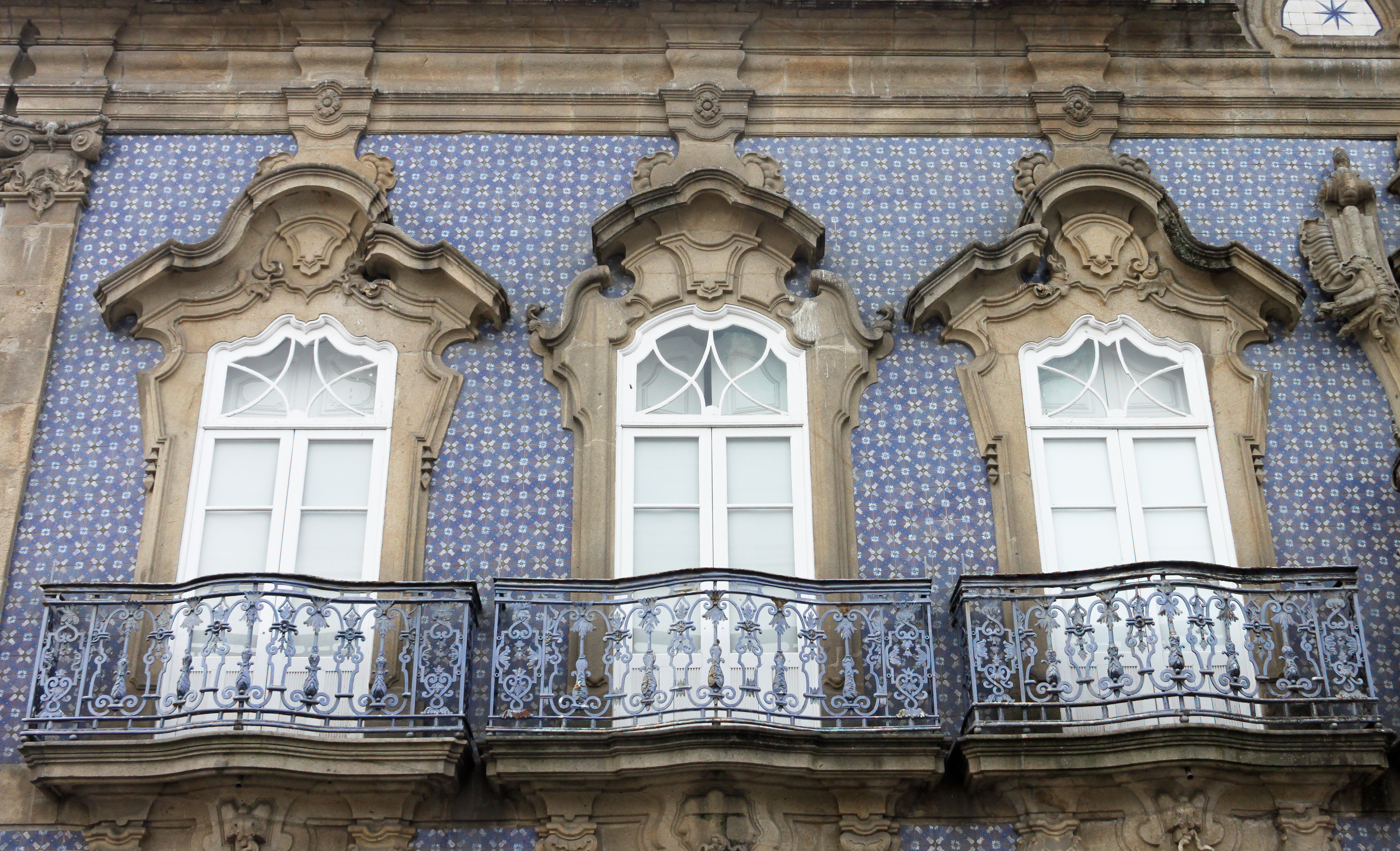
Приклади бокових вікон на другому поверсі, які менш прикрашені, ніж центральні